# Blackwood (Australia)

S
Blackwood – miasto w Australii, w stanie Wiktoria.